# Timex
Timex Group BV là một trong những công ty đồng hồ nổi tiếng nhất của Mỹ. Trụ sở chính của Timex được đặt tại Middlebury, Connecticut và hoạt động ở Trung Quốc, Philippines và Ấn Độ. Timex có các công ty bán hàng quy mô lớn ở các nước như Anh, Canada, Pháp và Mexico.
Công ty được thành lập từ năm 1854 bởi Waterbury Clock ở thung lũng Connecticut's Naugatuck. Được biết đến trong thế kỷ XIX với danh nghĩa " đồng hồ Thụy Sĩ của Mỹ ". Vào năm 1880, chiếc đồng hồ bỏ túi đầu tiên được sản xuất vào thế chiến thứ 1, ông Waterbury bắt đầu sản xuất đồng hồ đeo tay và nó trở nên phổ biến. Năm 1993 thương hiệu đồng hồ Timex đã tạo nên lịch sử bằng cách tạo ra chiếc đồng hồ Mickey Mouse đầu tiên theo giấy phép từ Walt Disney, với biểu tượng 2 cánh tay chuột Mickey chỉ thời gian.
Từ thế chiến thứ 2, ông Waterbury đổi tên công ty thành U.s Timex. Và năm 1950, công ty giới thiệu chiếc đồng hồ đeo tay được gọi là TIMEX. Trong suốt 3 thập kỷ tới, Timex được đẩy mạnh với thông điệp nhấn mạnh về độ bền của nó. Giá trị cốt lõi của thương hiệu này đã được quảng bá nhiều hơn trong các mẩu quảng cáo miêu tả những cuộc thử nghiệm "tra tấn" của Timex. Chiếc đồng hồ đeo tay đã "sống sót" sau hàng loạt những thử thách khắc nghiệt như: bị cột chặt vào cây gậy đánh bóng chày và đánh một quả bóng văng đi, bị nhúng vào nước đá, bị kẹp trong càng tôm hùm hay bị hút vào một chiếc máy hút bụi...
Và một trong những tính năng quan trọng và thành công nhất có sẵn trên nhiều đồng hồ Timex là hệ thống đèn nền Indiglo. Indiglo là thương hiệu nổi tiếng của tổng công ty INDIGLO, chỉ duy nhất thuộc quyền sở hữu của Timex. Đèn điện quang Timex thương hiệu Indiglo đã được giới thiệu vào năm 1992 trong dòng đồng hồ Ironman Timex và tạo nên thành công của đồng hồ Timex ngay lập tức.
Năm 1992, chiếc đồng hồ Timex được ứng dụng công nghệ Indiglo được ra mắt ngay mùa giáng sinh. Đây là công nghệ phát sáng toàn bộ mặt đồng hồ, sự ra đời của nó đã trở thành "vị cứu tinh" cho những nhân viên văn phòng trong một vụ đánh bom sau đó 1 năm. Một sự kiện vào năm 1993, một nhân viên văn phòng đã sử dụng ánh sáng trên mặt đồng hồ để giải thoát toàn bộ nhóm người trong vụ đánh bom tại Trung tâm Thương Mại thế giới vượt qua hơn 40 tầng lâu. Cũng từ đây, cái tên Timex được nhiều người biết đến và doanh thu cũng tăng nhanh chóng.
Với những thành công lớn,Timex Group được xếp hạng trong 100 thương hiệu hàng đầu thế giới.